# Barragem de Quebane
A barragem de Quebane (em turco: Keban Barajı) é uma barragem hidrelétrica no Eufrates, localizada na província de Elaze, na Turquia. É a primeira e a mais alta de várias barragens de grande porte a serem construídas no Eufrates pela Turquia. Embora não tenha sido construída originalmente como parte do Projeto do Sudeste da Anatólia (GAP), agora é um componente totalmente integrado do projeto, que visa estimular o desenvolvimento econômico na região. A construção começou em 1966 e foi concluída em 1974. O lago artificial da barragem de Quebane (em turco: Keban Baraj Gölü) tem uma área de superfície de 675 quilômetros quadrados (261 milhas quadradas).

## História do projeto
A construção da barragem foi proposta pela primeira vez em 1936 pela recém-criada Administração de Pesquisa de Assuntos Elétricos, mas não começou antes de 1966. Foi realizada pelo consórcio franco-italiano SCI-Impreglio e concluída em 1974. As estimativas do custo total da construção variam entre US$ 85 milhões e US$ 300 milhões. Naquela época, missões de resgate arqueológico também foram realizadas em locais importantes que seriam inundados. A inundação começou em 1974 e levou ao deslocamento de 25 mil pessoas. No processo, a Turquia manteve a descarga do Eufrates em 450 metros cúbicos (16 mil pés cúbicos) por segundo, conforme acordado com os países a jusante da Síria e do Iraque. No entanto, como resultado do fato de que a Síria estava naquela época enchendo o reservatório de sua recém-construída barragem de Tabqa, em 1975 uma disputa eclodiu entre a Síria e o Iraque sobre a quantidade de água que fluía ao Iraque. Essa disputa, exacerbada pela seca que reduziu ainda mais a quantidade de água disponível, foi resolvida pela mediação da Arábia Saudita. Após o enchimento inicial do lago, as fraquezas geológicas no leito rochoso sobre o qual a barragem foi construída exigiram um rebaixamento temporário do nível do lago para realizar extensas obras de reforço.

### Trabalho de resgate arqueológico
De 1968 a 1974, os vales do Eufrates e Murate foram palco de intensa pesquisa arqueológica e escavação antes das inundações. O lago é principalmente estreito, cercado por profundos vales rochosos. Nenhum sítio arqueológico foi encontrado na pesquisa desses vales. O vale do Murate se abre em dois lugares, e é aqui que o assentamento arqueológico (e moderno) foi concentrado. A região de Asvane, cobrindo cerca de 115 quilômetros quadrados (44 milhas quadradas), continha onze sítios arqueológicos, todos relativamente pequenos. O maior, Asvane Cale, cobria cerca de 0,9 hectare (2,2 acres) no total; este sítio, assim como três outros, foram escavados pelo Instituto Britânico de Arqueologia em Ancara: Tascune Mevequi, Chaiboiu e Tascune Cale. A outra ampliação do vale, na planície de Altenova (província de Elaze), era uma área bem definida de solo aluvial espesso e fértil. O levantamento arqueológico localizou 36 sítios, dos quais um, Norsuntepe, cobria 8,2 hectares (20 acres), sendo de longe o maior sítio da região. Foi escavado por uma equipe alemã liderada por Harald Hauptmann. A planície de Altenova continha outros montes relativamente grandes, incluindo Tepejique (3,4 hectares (8,4 acres)), Corujutepe (2,0 hectares (4,9 acres)), Deirmentepe (2,0 hectares (4,9 acres)) e Cortepe (1,7 hectares (4,2 acres)). A ponte de Caramagara romana tardia, um exemplo notável de uma ponte em arco pontiagudo inicial, foi permanentemente submersa pela barragem.

## Características da barragem e reservatório
A barragem é uma barragem hidrelétrica de gravidade de concreto e aterro operada pela Obras Hidráulicas Estaduais (DSİ). Tem 1 097 metros (3 599 pés) de comprimento e sua crista está a 207 metros (679 pés) acima do nível do leito do rio (848 metros (2 782 pés) acima do nível do mar). Suas oito turbinas hidráulicas são capazes de produzir 1 330 MW. A capacidade de armazenamento é de 30,6 quilômetros cúbicos (7,3 milhas cúbicas) e a área de superfície do lago é de 675 quilômetros quadrados (261 milhas quadradas), embora o lago tenha atingido níveis mais altos no passado. Devido à elevação relativamente alta do Quebane, a 845 metros (2.772 pés) acima do nível do mar e sua localização numa área com alta precipitação, a evaporação é relativamente baixa, a 0,48 quilômetros cúbicos (0,12 milhas cúbicas) por ano, em comparação com os reservatórios na Síria ou no Iraque. Além do vale do Eufrates diretamente a montante da barragem, também inundou partes dos vales do Murate e do Cara Su, os dois rios dos quais o Eufrates emerge. Embora a barragem não tenha sido originalmente destinada à irrigação, 63 872 hectares (157 830 acres) de terras agrícolas foram irrigados pelo Quebane em 1999.